# Prix des Libraires
Der Prix des Libraires ist ein französischer Literaturpreis für einen in französischer Sprache erschienenen Roman.
Der Preis wird seit 1955 jährlich durch den Verband französischer Büchereien Fédération française syndicale de la librairie (FFSL) vergeben. Etwa 5000 Büchereien in Frankreich, aber auch in den französischsprachigen Teilen der Schweiz, Belgiens und Kanadas wählen durch Briefwahl den besten Roman des Jahres.
Der Preisträger erhält nicht nur eine Medaille, sondern sein Buch wird von allen französischen Büchereien vorgehalten und beworben.

## Preisträger
- 1955: Michel de Saint-Pierre, Les Aristocrates
- 1956: Albert Vidalie, La Bonne Ferté
- 1957: Françoise Mallet-Joris, Les Mensonges
- 1958: Jean Bassan, Nul ne s'évade
- 1959: Georges Bordonove, Deux cents chevaux dorés
- 1960: Georges Conchon, La Corrida de la victoire
- 1961: André Martinerie, Les Autres jours
- 1962: Jean Anglade, La Foi et la Montagne
- 1963: José Cabanis, Les Cartes du temps
- 1964: Pierre Moinot, Le Sable vif
- 1965: Jacques Peuchmaurd, Le Soleil de Palicorna
- 1966: Jacques Perry, La Vie d'un païen
- 1967: Catherine Paysan, Les Feux de la Chandeleur
- 1968: Paul Guimard, Les Choses de la Vie
- 1969: René Barjavel, La Nuit des temps
- 1970: Georges-Emmanuel Clancier, L'Éternité plus un jour
- 1971: Anne Hébert, Kamouraska
- 1972: Didier Decoin, Abraham de Brooklyn
- 1973: Michel del Castillo, Le Vent de la nuit
- 1974: Michèle Perrein, Le Buveur de Garonne
- 1975: Hubert Le Porrier, Le Médecin de Cordoue
- 1976: Patrick Modiano, Villa Triste
- 1977: Pierre Moustiers, Un crime de notre temps
- 1978: Jean Noli, La Grâce de Dieu
- 1979: Christiane Singer, La Mort viennoise
- 1980: Claude Michelet, Des grives aux loups
- 1981: Claude Brami, Le garçon sur la colline
- 1982: Serge Lentz, Les Années sandwiches
- 1983: Serge Bramly, La Danse du loup
- 1984: Guy Lagorce, Le Train du soir
- 1985: Christian Dedet, La Mémoire du fleuve
- 1986: Robert Mallet, Ellynn
- 1987: Jacques Almira, La Fuite à Constantinople
- 1988: Yves Simon, Le voyageur magnifique
- 1989: Michel Chaillou, La Croyance des voleurs
- 1990: Claude Duneton, Rires d'homme entre deux pluies
- 1991: Michelle Schuller, Une femme qui ne disait rien
- 1992: Eve de Castro, Ayez pitié du cœur des hommes
- 1993: Françoise Xénakis, Attends-moi
- 1994: Isabelle Hausser, Nitchevo, Éditions de Fallois, Paris, 1993, 393 p. ISBN 2-87706-174-4
- 1995: Anne Cuneo, Le Trajet d'une rivière : la vie et les aventures parfois secrètes de Francis Tregian, gentilhomme et musicien, Denoël, Paris, 1994, 604 p. ISBN 2-207-24328-1
- 1996: Gilbert Sinoué, Le Livre de Saphir, Denoël, Paris, 1995, 463 p. ISBN 2-207-24080-0
- 1997: Philippe Delerm, Sundborn ou les jours de lumière, Éditions du Rocher, Monaco, 1996, 174 p. ISBN 2-268-02342-7
- 1998: Jean-Guy Soumy, La Belle Rochelaise, Robert Laffont, Paris, 1998, 392 p. ISBN 2-221-08722-4
- 1999: Marc Dugain, La Chambre des Officiers, J.-C. Lattès, Paris, 1999, 171 p. ISBN 2-7096-1903-2
- 2000: Jean-Pierre Milovanoff, L'Offrande sauvage, Grasset, Paris, 1999, 261 p. ISBN 2-246-58161-3
- 2001: Pierre Assouline, Double vie, Gallimard, Paris, 2000, 211 p. ISBN 2-07-075498-7
- 2002: Fred Vargas, Pars vite et reviens tard, Viviane Halmy, coll. « Chemins Nocturnes », 2001, 350 p.
- 2003: Laurent Gaudé, La Mort du roi Tsongor, Actes Sud, « Domaine français », 2002, 204 p.
- 2004: François Vallejo, Groom, Viviane Hamy, 2003, 252 p.
- 2005: Éric Fottorino, Korsakov, Gallimard, coll. « Blanche », 2004, 474 p.
- 2006: Yasmina Khadra, L'attentat, Julliard, Paris, 2005, 268 p.
- 2007: Muriel Barbery, L'Élégance du hérisson, Gallimard, coll. « Blanche », 2006, 359 p. ISBN 2-07-078093-7
- 2008: Delphine de Vigan, No et moi, J.C.Lattès, 2007, 287 p. ISBN 2-7096-2861-9
- 2009: Dominique Mainard, Pour vous
- 2010: Laurent Mauvignier, Des hommes
- 2011: Victor Cohen Hadria, Les trois saisons de la rage
- 2012: Virginie Deloffre, Léna
- 2013: Yannick Grannec, La Déesse des petites victoires
- 2014: Valentine Goby, Kinderzimmer
- 2015: Léonor de Récondo, Amours.[1]
- 2016: Thomas Reverdy, Il était une ville
- 2017: Cécile Coulon, Trois saisons d’orage
- 2018: Gaëlle Nohant, Légende d’un dormeur éveillé
- 2019: Franck Bouysse, Né d’aucune femme
- 2020: Akira Mizubayashi, Âme brisée
- 2021: Miguel Bonnefoy, Héritage
- 2022: Marie Vingtras, Blizzard
- 2023: Gilles Marchand, Le Soldat désaccordé

## Notizen
1. ↑  Übers. Isabel Kupski: Amours. Dörlemann, Zürich 2017